# Bănel Nicoliță
Bănel Nicoliță (n. 7 ianuarie 1985, Făurei, România) este un fotbalist român, care joacă pe post de mijlocaș la Teleajenul Vălenii de Munte⁠(d) în Liga A Prahova. Pe plan internațional, are prezențe la națională pentru România, România Sub-19 și România Sub-21.
Este al doilea stelist ca număr de meciuri (64) în competițiile europene, după Marius Lăcătuș (72).

## Biografie
Bănel Nicoliță s-a născut într-o familie foarte săracă de etnie romă din Făurei, Județul Brăila. A jucat de la 14 ani la clubul din localitate, Unirea Făurei, iar de la 16 ani la Dacia Unirea Brăila, în divizia C.

## Cariera
Bănel Nicoliță a jucat pentru FCSB în grupele UEFA Champions League, de trei ori consecutiv, contabilizând 15 meciuri în această competiție.
La FCSB purta tricoul cu numărul 16 și a debutat în Divizia A la 19 ani, pe data de 30 iulie 2004, în meciul CFR Cluj - Poli AEK Timișoara, încheiat cu scorul de 2-1. Este un jucător fair-play, care deși a fost jignit de suporterii timișoreni la un meci jucat cu FCSB împotriva fostei sale echipe, a mărturisit comisiei că nu a auzit nimic. Nicoliță a fost selecționat în echipa națională a României unde poartă de asemenea tricoul cu numărul 16. S-a remarcat în turneul din SUA, din 2006. Este un performer versatil, preferat de toți antrenorii care au fost pe banca Stelei datorită vitezei și volumului de efort pe care îl depune în joc.  După evoluțiile bune din Cupa UEFA dar mai ales din meciul cu Betis Sevilla, a atras atenția mai multor echipe printre care și Betis Sevilla.
Pe 1 noiembrie 2006, Bănel Nicoliță a reușit să înscrie un autogol celebru într-un meci din etapa a 4-a a Grupei E din Liga Campionilor 2006-2007 dintre Real Madrid și FCSB. În minutul 70' al jocului, acesta a înscris un gol în propria poartă de la circa 20 de metri, dorind să-i paseze mingea portarului Cornel Cernea și neobservând că cel din urmă ieșise dintre buturile porții. Acesta a fost unicul gol al meciului, consemnând-o pe Real învingătoare cu 1–0. Autogolul a fost decisiv atât pentru FCSB cât și pentru Real, întrucât în urma acestui rezultat Real Madrid s-a calificat matematic în optimile Ligii Campionilor în detrimentul Stelei care a pierdut orice șansă teoretică. După meci presa din România, dar și din străinătate a calificat acest gol drept „ridicol”, „absurd” sau „prostesc”.
Poate evolua atât atacant (mai rar), cât și mijlocaș (preferabil dreapta, dar și stânga) sau fundaș dreapta.
Pe 29 martie 2006 a primit Medalia „Meritul Sportiv” clasa a II-a cu o baretă din partea președintelui României de atunci, Traian Băsescu, pentru că a făcut parte din lotul echipei FCSB care obținuse până la acea dată calificarea în sferturile Cupei UEFA 2005-2006. Pe data de 25 martie 2008 a fost decorat de președintele Traian Băsescu cu medalia „Meritul Sportiv” clasa a II-a cu 2 barete, pentru calificarea la Euro 2008.
Pe 31 septembrie 2011 a semnat un contract pe trei ani cu gruparea franceză din Ligue 1 AS Saint-Étienne unde primește 400.000 de euro pe sezon. FCSB a obținut din transferul său 700.000 de euro. Nereușind să se impună acolo, a fost împrumutat un an la FC Nantes. Deși clubul dorea continuarea colaborării, negocierile au eșuat, clubul întâmpinând dificultăți financiare și fotbalistul susținând că nu i s-au plătit toate datoriile. În cele din urmă, la începutul lui 2015, a revenit în România pentru a juca la FC Viitorul. În 2016 însă, și-a reziliat de comun acord contractul cu acest club după ce antrenorul și patronul Gheorghe Hagi a decis să se bazeze mai mult pe jucători tineri. El s-a retras din activitate și a revenit în orașul natal, acolo unde a devenit președinte al clubului local CS Făurei din liga județeană Brăila.

## Familia
Fratele lui Bănel, Stelică Nicoliță, este și el jucător de fotbal care joacă pentru CS Făurei.

## Titluri
| Sezon     | Club | Titlu              |
| --------- | ---- | ------------------ |
| 2004-2005 | FCSB | Divizia A          |
| 2005-2006 | FCSB | Divizia A          |
| 2005-2006 | FCSB | Supercupa României |
| 2010-2011 | FCSB | Cupa României      |

## Statistici
| Echipă              | Sezon         | Ligă    | Ligă   | Cupă    | Cupă   | Competiții europene | Competiții europene | Altele  | Altele | Total   | Total  |
| Echipă              | Sezon         | Meciuri | Goluri | Meciuri | Goluri | Meciuri             | Goluri              | Meciuri | Goluri | Meciuri | Goluri |
| ------------------- | ------------- | ------- | ------ | ------- | ------ | ------------------- | ------------------- | ------- | ------ | ------- | ------ |
| Dacia Unirea Brăila | 2001–2002     | 27      | 4      | 0       | 0      | 0                   | 0                   | 0       | 0      | 27      | 4      |
| Dacia Unirea Brăila | 2002–2003     | 27      | 9      | 0       | 0      | 0                   | 0                   | 0       | 0      | 27      | 9      |
| Dacia Unirea Brăila | 2003–2004     | 20      | 10     | 0       | 0      | 0                   | 0                   | 0       | 0      | 20      | 10     |
| Dacia Unirea Brăila | Total         | 74      | 23     | 0       | 0      | 0                   | 0                   | 0       | 0      | 74      | 23     |
| Poli Timișoara      | 2004–2005     | 15      | 3      | 1       | 0      | 0                   | 0                   | 0       | 0      | 16      | 3      |
| Poli Timișoara      | Total         | 15      | 3      | 1       | 0      | 0                   | 0                   | 0       | 0      | 16      | 3      |
| FCSB                | 2004–2005     | 14      | 2      | 0       | 0      | 1                   | 0                   | 0       | 0      | 15      | 2      |
| FCSB                | 2005–2006     | 29      | 7      | 0       | 0      | 17                  | 4                   | 1       | 0      | 47      | 11     |
| FCSB                | 2006–2007     | 32      | 2      | 4       | 1      | 12                  | 0                   | 1       | 0      | 49      | 3      |
| FCSB                | 2007–2008     | 27      | 3      | 0       | 0      | 8                   | 1                   | 0       | 0      | 35      | 4      |
| FCSB                | 2008–2009     | 26      | 3      | 0       | 0      | 7                   | 2                   | 0       | 0      | 33      | 5      |
| FCSB                | 2009–2010     | 28      | 2      | 1       | 0      | 11                  | 3                   | 0       | 0      | 40      | 5      |
| FCSB                | 2010–2011     | 27      | 4      | 2       | 1      | 6                   | 0                   | 0       | 0      | 35      | 5      |
| FCSB                | 2011–2012     | 5       | 0      | 0       | 0      | 2                   | 0                   | 1       | 0      | 7       | 0      |
| FCSB                | Total         | 188     | 23     | 7       | 2      | 64                  | 10                  | 3       | 0      | 251     | 34     |
| Total carieră       | Total carieră | 277     | 49     | 8       | 2      | 64                  | 10                  | 3       | 0      | 352     | 60     |

Actualizat la data de 1 septembrie 2011.